# Suore francescane di Glen Riddle
Le Suore Francescane di Glen Riddle (in inglese Sisters of Saint Francis of Glen Riddle) sono un istituto religioso femminile di diritto pontificio: i membri di questa congregazione pospongono al loro nome la sigla O.S.F.

## Storia
La congregazione fu fondata a Philadelphia dal vescovo Giovanni Nepomuceno Neumann che il 9 aprile 1855 rivestì dell'abito francescano le prime tre aspiranti: Maria Francis Bachmann (eletta prima superiora generale), Margherita Boll e Bernardina Dorn.
La congregazione ebbe un rapido sviluppo: dalle case aperte a Syracuse e Buffalo, resesi autonome dopo il 1863, ebbero anche origine due congregazioni autonome.
L'istituto, aggregato all'Ordine dei Frati Minori dal 16 luglio 1907, ricevette il pontificio decreto di lode nel 1899 e le sue costituzioni ottennero l'approvazione definitiva della Santa Sede il 7 luglio 1907.

## Attività e diffusione
Le suore si dedicano all'istruzione e all'educazione cristiana della gioventù, alla cura di anziani ed ammalati e al servizio domestico in seminari e collegi ecclesiastici.
Sono presenti negli Stati Uniti d'America, in Irlanda e in Africa; la sede generalizia è ad Aston, in Pennsylvania.
Alla fine del 2008 la congregazione contava 600 religiose in 220 case.